# Sven Hirdman
Henrik Sven Hirdman, född 28 september 1939 i Stavanger, är en svensk tidigare diplomat, ambassadör och statssekreterare.

## Biografi
Hirdman gjorde värnplikten 1958 vid Tolkskolan. Han gick sedan till Uppsala universitet för studier i slaviska språk och en politices magister med statsvetenskap som huvudämne.
Under åren 1963–1994 tjänstgjorde Hirdman på Utrikesdepartementet (UD) och var under 1960-talet stationerad i Moskva och London. Åren 1969–1972 var han biträdande direktör vid Stockholm International Peace Research Institute (SIPRI). Han var därefter ambassadråd i Peking 1972–1976 och byråchef vid UD 1976–1979. 
Åren 1979–1982 var Hirdman statssekreterare i Försvarsdepartementet under försvarsministrarna Eric Krönmark (M) och Torsten Gustafsson (C). Efter regeringen Fälldins avgång utnämndes han till ambassadör i Tel Aviv med sidoackreditering i Nicosia från 1983 till 1987. Han var därefter krigsmaterielinspektör och chef för krigsmaterielinspektionen 1987–1994. Mellan åren 1994 och 2004 var han Sveriges ambassadör i Moskva och under de sista fyra åren även doyen (rangäldst) för den diplomatiska kåren där. Under tjänstgöringen i Moskva var Hirdman samtidigt sidoackrediterad som ambassadör i Belarus, Georgien, Armenien, Azerbajdzjan, Kazakstan, Kirgizistan, Uzbekistan, Tadzjikistan samt Turkmenistan.
Hirdman var 2008–2009 ordförande i svenska avdelningen för Transparency International. Mellan 2005 och 2011 var han introduktör för främmande sändebud i UD. Sedan 1990 är han ledamot av Kungliga Krigsvetenskapsakademien. Han har även haft uppdrag för näringslivet.
Fram till 2015 var Hirdman styrelseledamot för Moskvas statliga institut för internationella relationer. Ordförande i styrelsen är Rysslands utrikesminister Sergej Lavrov. Även Ikea-grundaren Ingvar Kamprad har suttit i samma styrelse.
Som aktiv deltagare i den säkerhetspolitiska debatten i Sverige är Sven Hirdman en ofta anlitad föredragshållare. I oktober 2015 utkom Hirdman med boken Ryssland och svensk säkerhetspolitik – 50 år i utrikespolitisk tjänst. Boken uppdaterades med betraktelser kring Hirdmans tid i Kina, Israel och Europeiska unionen, och fick då ett nytt namn: Sverige i stormaktspolitikens mitt – Om diplomati och utrikespolitik.

## Familj
Hirdman är son till språklektorn Einar Hirdman (1916–1999) och Charlotte Schledt (1906–1966), samt sonson till Gunnar och Maj Hirdman och vidare dotterson till Fritz och Emélie Schledt. Han är bror till Eili och Yvonne Hirdman. År 2010 utkom Yvonne Hirdman med boken Den röda grevinnan, om deras mor Charlotte.
Hirdman är gift med Marianne Ljungqvist och tillsammans har de tre döttrar.

### Böcker

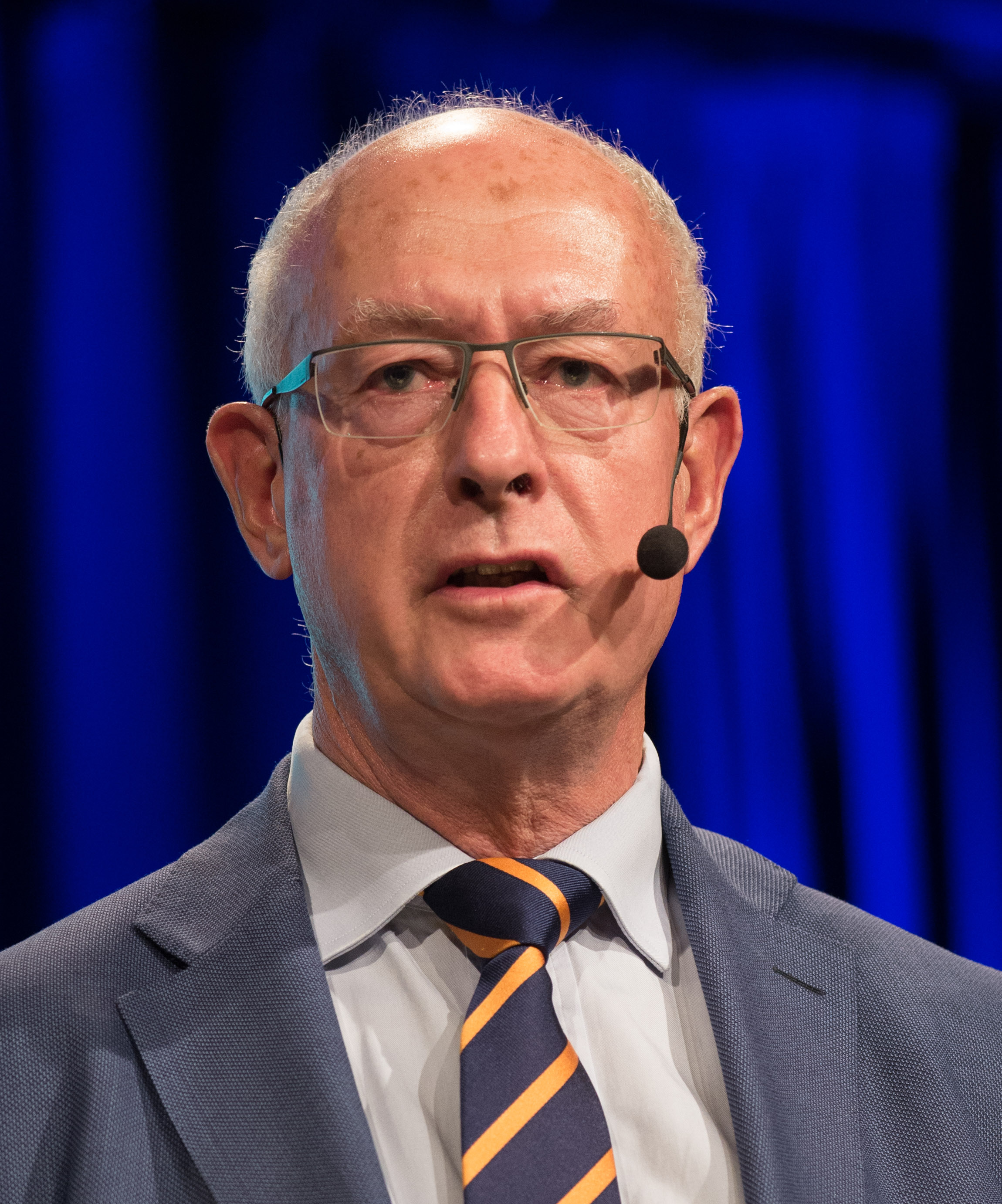
Sven Hirdman i en debatt om Nato på Kulturhuset Stadsteatern i Stockholm 2015.

Sveriges vapenexportpolitik. UD informerar, 0347-5298; 1989:1 (1). Stockholm: Utrikesdepartementet. 1989. Libris 802357
 Sveriges vapenexportpolitik. UD informerar, 0347-5298 ; 1993:4 (2). Stockholm: Utrikesdepartementet. 1993. Libris 802357
 Ryssland och svensk säkerhetspolitik. 50 år i utrikespolitisk tjänst. Stockholm: Förlaget Hjalmarson & Högberg. 2015. Libris 18426559. ISBN 9789198181074
 Sverige i stormaktspolitikens mitt. Om diplomati och utrikespolitik. Stockholm: Förlaget Hjalmarson & Högberg. 2017. Libris 21603707. ISBN 9789198387179

### Essäer
Russia's role in Europe. Moskva: Carnegie Endowment for International Peace,  Carnegie Moscow Center. 2006. Libris 10228313. ISBN 5-86280-036-0

### Delar i antologier
Bergquist, Mats, Johansson, Alf W., red (2007). ”Några reflexioner angående Sveriges förhållande till Ryssland”. Säkerhetspolitik och historia : essäer om stormaktspolitiken och Norden under sjuttio år : vänbok till Krister Wahlbäck.. sid. 153-163. Libris 10630007. ISBN 978-91-7224-061-2